# Moserius elbanus
Moserius elbanus är en kräftdjursart som beskrevs av Stefano Taiti och Franco Ferrara1995. Moserius elbanus ingår i släktet Moserius och familjen Trichoniscidae. Inga underarter finns listade i Catalogue of Life.